# Giuseppe Fenoglio (calciatore)
Giuseppe Fenoglio (Pietra Marazzi, 22 gennaio 1908 – Alessandria, 28 agosto 1940) è stato un calciatore italiano, di ruolo terzino destro.

## Carriera
Cresciuto nelle giovanili dell'Alessandria, esordì in Serie A il 5 ottobre 1930 in Roma-Alessandria (2-0). Militò nel club piemontese dal 1930 al 1935, quindi nel Napoli fino al 1940, anno in cui morì per aver contratto il tifo, pochi giorni prima del compagno di squadra Eriberto Braglia, ucciso dallo stesso male.
In dieci stagioni collezionò 244 presenze in massima serie, senza segnare alcuna rete.